# رواية الكشف عن المجرم

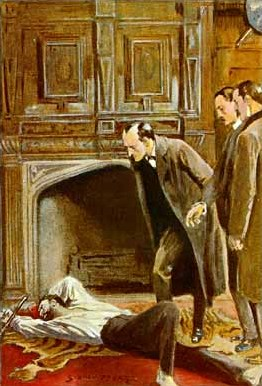
في مغامرة منزل آبي غرينج (1904)، يحقق شرلوك هُلمز في مقتل يُستاس

رواية الكشف عن المجرم مجموعة متنوعة من الحبة البوليسية حيث يكون اللغز المتعلق بمن ارتكب الجريمة هو الموضوع الأساس. يزود القارئ أو المشاهد بأدلة القضية، والتي يمكن استنتاج هوية مرتكبها قبل أن تقدم القصة الوحي نفسه في ذروتها. يُحقق في القضية محقق غريب الأطوار أو هاوٍ أو شبه محترف.